# Salomo Sachs

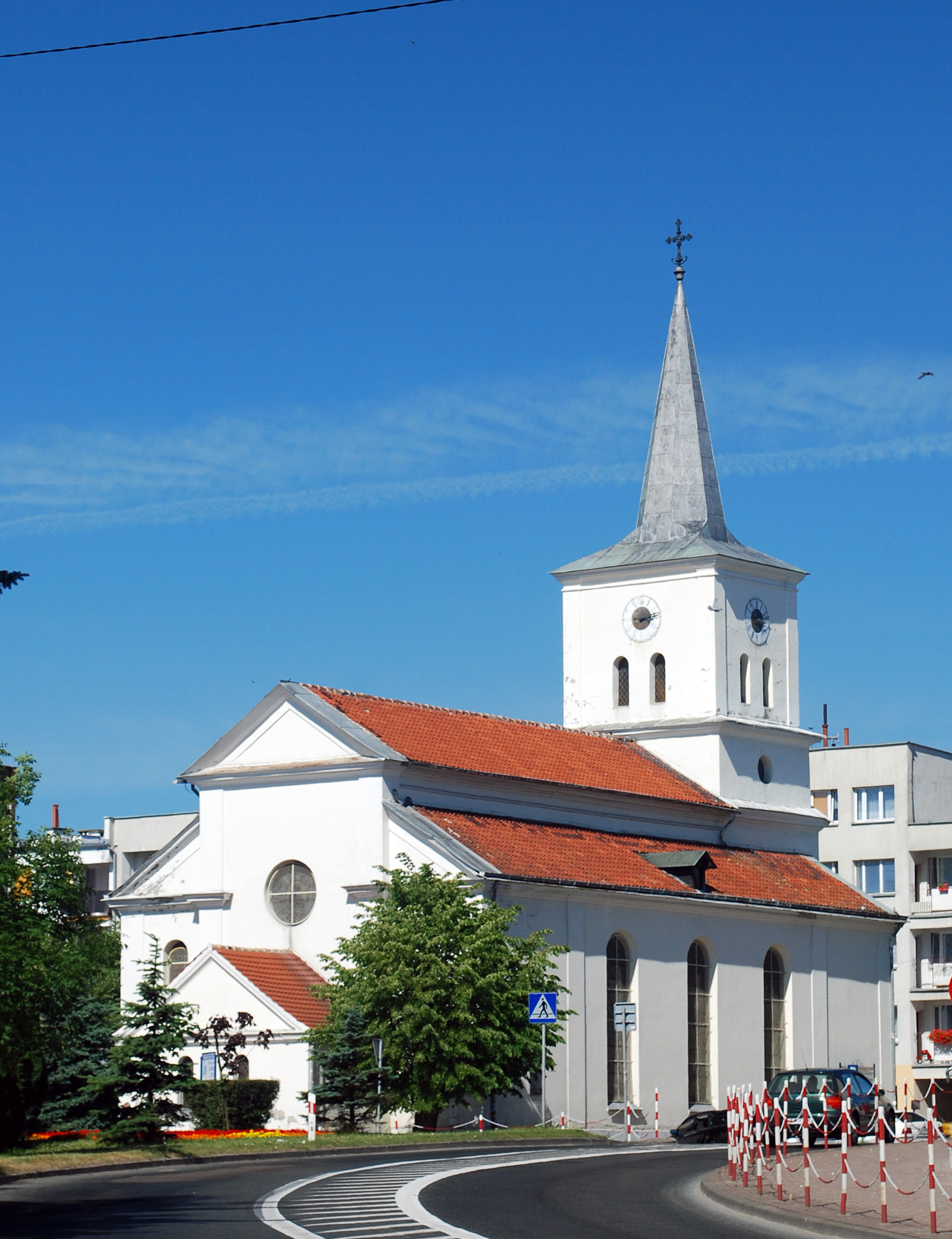
Dawny kościół ewangelicki w Sztumie, zbudowany w latach 1816–1818 według planów Schinkla, kierownictwo budowy Salomo Sachs. Obecnie wykorzystywane jako muzeum regionalne.

Salomo Sachs (hebr. ‏זקס שְׁלֹמֹה‎) (ur. 22 grudnia 1772 w Berlinie, zm. 14 maja 1855 tamże) – architekt pruski pochodzenia żydowskiego, inspektor nadzoru budowlanego, astronom, urzędnik budowlany, matematyk, pisarz, nauczyciel rysunku technicznego, autor podręczników oraz polimat.

## Życiorys
Urodził się 22 grudnia 1772 roku w Berlinie jako syn Joela Jacoba Sachsa właściciela loterii i jego drugiej żony, Esther Sachs. Jego ojciec był szefem stowarzyszenia Bedek Habajith, społeczności żydowskiej w Berlinie (hebr. ‏תחזוקת הבניין‎).
Od 1790 do 1792 studiował architekturę w Królewskiej Akademii Sztuk w Berlinie. 9 grudnia 1792 roku został zaprzysiężony jako uczeń w Oberhofbauamt w Berlinie. Od 1799 r. był inspektorem budowlanym w królewskim Głównym Urzędzie Budowlanym.